# Nemichthys scolopaceus
Nemichthys scolopaceus is een straalvinnige vissensoort uit de familie van langbekalen (Nemichthyidae). De wetenschappelijke naam van de soort is voor het eerst geldig gepubliceerd in 1848 door Richardson.